# وحشت از یک سیاره خالی
وحشت از یک سیاره تهی نهمین آلبوم استودیویی گروه پراگرسیو راک انگلیسی پورکیوپاین تری است که بالاترین نرخ فروش این باند را تا قبل از آلبوم واقعه در سال ۲۰۰۹، به خود اختصاص داد. در ۱۶ آوریل ۲۰۰۷، این آلبوم توسط رودرانر رکوردز در انگلستان و سایر کشورهای اروپایی منتشر گردید. این آلبوم در ۲۴ آوریل ۲۰۰۷ در
آمریکا، و در ۲۵ آوریل در ژاپن، و در ۱ می ۲۰۰۷ در کانادا توسط گروه موسیقی وارنر منتشر گردید.
استیون ویلسون خاطر نشان می‌سازد که نام آلبوم (وحشت از یک سیاره تهی) یک بازگشت مستقیم به «ترس از یک سیاره تاریک» در آلبوم دشمن عمومی در سال ۱۹۹۰ است. در حالی که آلبوم ۱۹۹۰، دربارهٔ مسائل نژادی بود، این آلبوم دربارهٔ ترس از دست دادن نسل جوانان کنونی به دلیل تهدیدات مختلف بر سلامت ذهنی و اجتماعی آن‌ها، از جمله از هم پاشیدن خانواده، گذراندن زمان طولانی پای صفحات اسکرین، استفاده بیش از حد از مواد مخدر (چه تجویز شده و چه غیر از آن) است که منجر به تهی شدن روح و ذهن می‌گردد.
این آلبوم در سال ۲۰۰۷ جایزه آلبوم سال را از مجله راک کلاسیک دریافت نمود. این دومین بار بود که گروه پورکیوپاین تری چنین جایزه‌ای دریافت می‌کرد. این گروه اولین بار این جایزه را با آلبوم بن‌بست در سال ۲۰۰۵ دریافت نمود. همچنین آلبوم وحشت از یک سیاره تهی رتبه ۱۴ را در بین ۲۰ آلبوم برتر سال ۲۰۰۷ در شبکه وب متال استورم اخذ نمود. در ۱۲ دسامبر ۲۰۰۷، این آلبوم نامزد جایزه گرمی در دسته بهترین آلبوم صدای فراگیر شد.

## ایده انتزاعی
مفهوم انتزاعی آلبوم به‌طور شدید تحت تأثیر داستان Lunar Park (پارک مهتابی) اثر برت ایستون الیس است. داستان از منظر یک پدر گفته می‌شود که هم‌نام نویسنده داستان است. در حالی که آلبوم عمدتاً از منظر پسرش است، یک بچه ۱۱ ساله به نام رابی. بسیاری از متون ترانه «ترس از سیاره تهی» مستقیماً از داستان برداشت شده‌است. خصوصاً «خاکسترهای من» که ادای احترام به فصل آخر است، که خاکسترهای پدر برت، پراکنده می‌شوند و خاطرات زندگی‌اش را می‌پوشانند.
متن ترانه مربوط به دو نوع اختلال عصبی است که در قرن ۲۱ بر نوجوانان اثر گذار است: اختلال دو قطبی و اختلال بیش فعالی و همچنین سایر تمایلات رفتاری رواج یافته میان نوجوانان مانند فرار از واقعیات از طریق تجویز دارو، از خود بیگانگی ایجاد شده به واسطه تکنولوژی و احساس خلأ که محصول سر ریز شدن داده‌ها از طریق رسانه‌های گروهی است. در یک مصاحبه که با مجله ریوالور انجام شده‌بود، ویلسون، شخصیت اصلی داستان را اینگونه توصیف کرد: «این نوع کودکان که در حد نهایت بی‌حوصلگی در سنین بین ۱۰ تا ۱۵ سال هستند، تمام روز خود را در اتاق خوابی با پرده‌های کشیده‌شده، در حال بازی با پلی‌استیشن، گوش کردن به آیپاد، ارسال پیام به دوستان از طریق تلفن همراه، نگاه‌کردن به تصاویر مستهجن در اینترنت، دانلود موسیقی، فیلم، اخبار و خشونت می‌گذرانند».

## قطعه‌های آلبوم و تأثیرگذاری
آلبوم ترس از یک سیاره خالی شامل ۶ قطعه است: «ترس از یک سیاره خالی» (۷:۲۸ دقیقه)، «خاکسترهای من» (۵:۰۷ دقیقه)، «بیهوش کردن» (۱۷:۴۲ دقیقه)، «احساسی» (۵:۲۶ دقیقه)، «راهی به بیرون از اینجا» (۷:۳۷ دقیقه)، «خوابیدن با یکدیگر» (۷:۲۸ دقیقه).
به نظر می‌رسد صداها در این آلبوم نه تنها به متن ترانه متصل گردیده‌اند، بلکه با موسیقی هماهنگ هستند. هر قطعه در قطعهٔ بعدی جریان می‌یابد و یک قطعه موسیقی ۵۰ دقیقه‌ای را در بر می‌گیرد. ویلسون می‌گوید: «ایده این بود که بر خلاف تمایل بعضی گروه‌ها برای ساختن رکوردهای خیلی طولانی که نمی‌تواند توجه شنونده را به خود جلب نماید، آلبومی بسازیم که شنونده بتواند یکباره به آن گوش فرا دهد».
اکثر ترانه‌های این آلبوم به‌قلم استیون ویلسون نوشته شده‌اند It was also the No. 1 album for 2007 on Metal Storm.<ref>.